# پراپاوادی جارونراتاناتاراکون
پراپاوادی جارونراتاناتاراکون (تایلندی: ประภาวดี เจริญรัตนธารากูล؛ زادهٔ ۲۹ مهٔ ۱۹۸۴) وزنه‌بردار زن اهل تایلند است.
وی در مسابقات کشوری و بین‌المللی در مجموع برندهٔ ۲ مدال طلا، ۴ مدال نقره، ۳ مدال برنز شده‌است.